# Apfelmühle von Pleudihen-sur-Rance

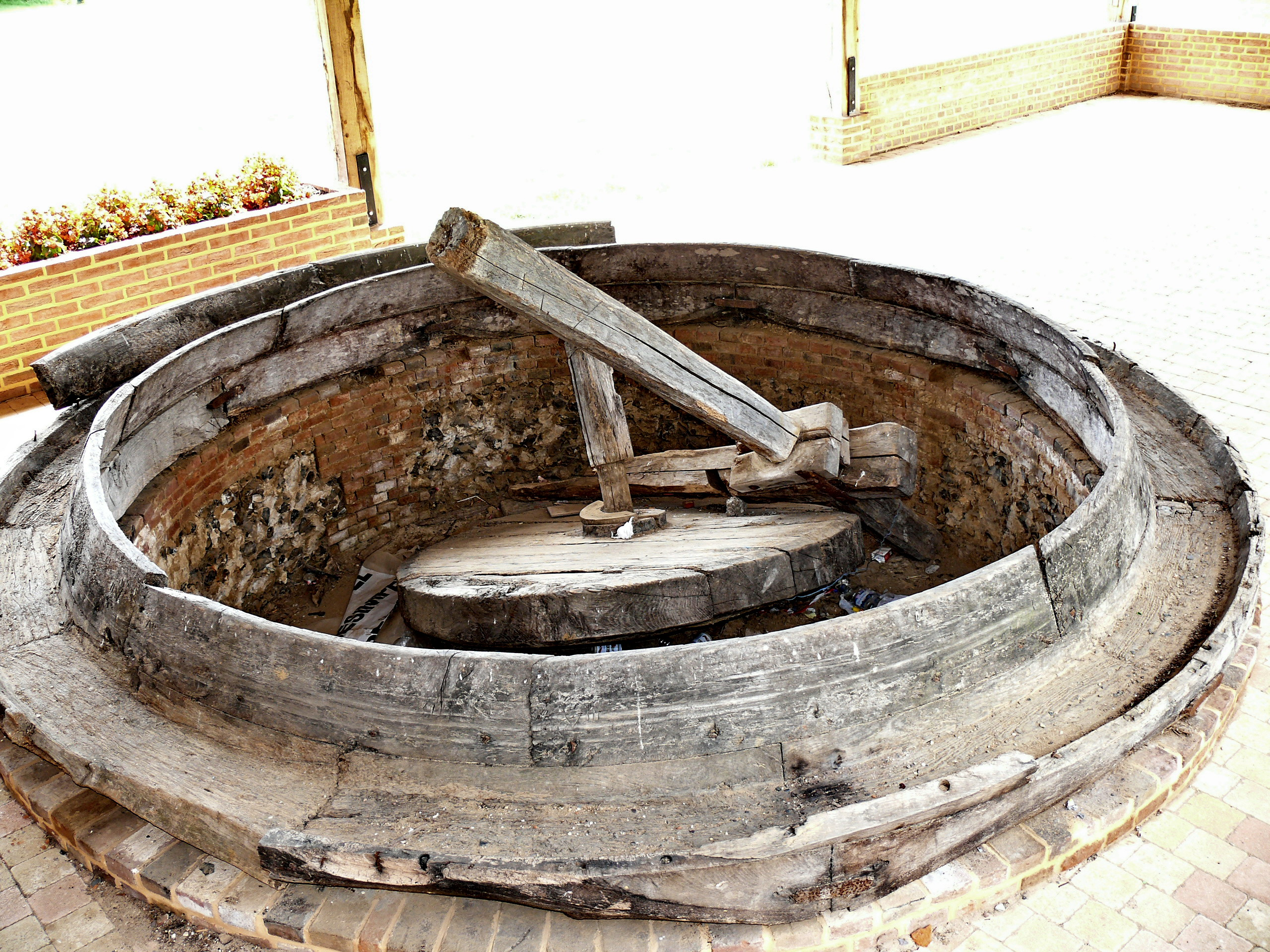
Apfelmühle von Beaudéduit vor der Restaurierung

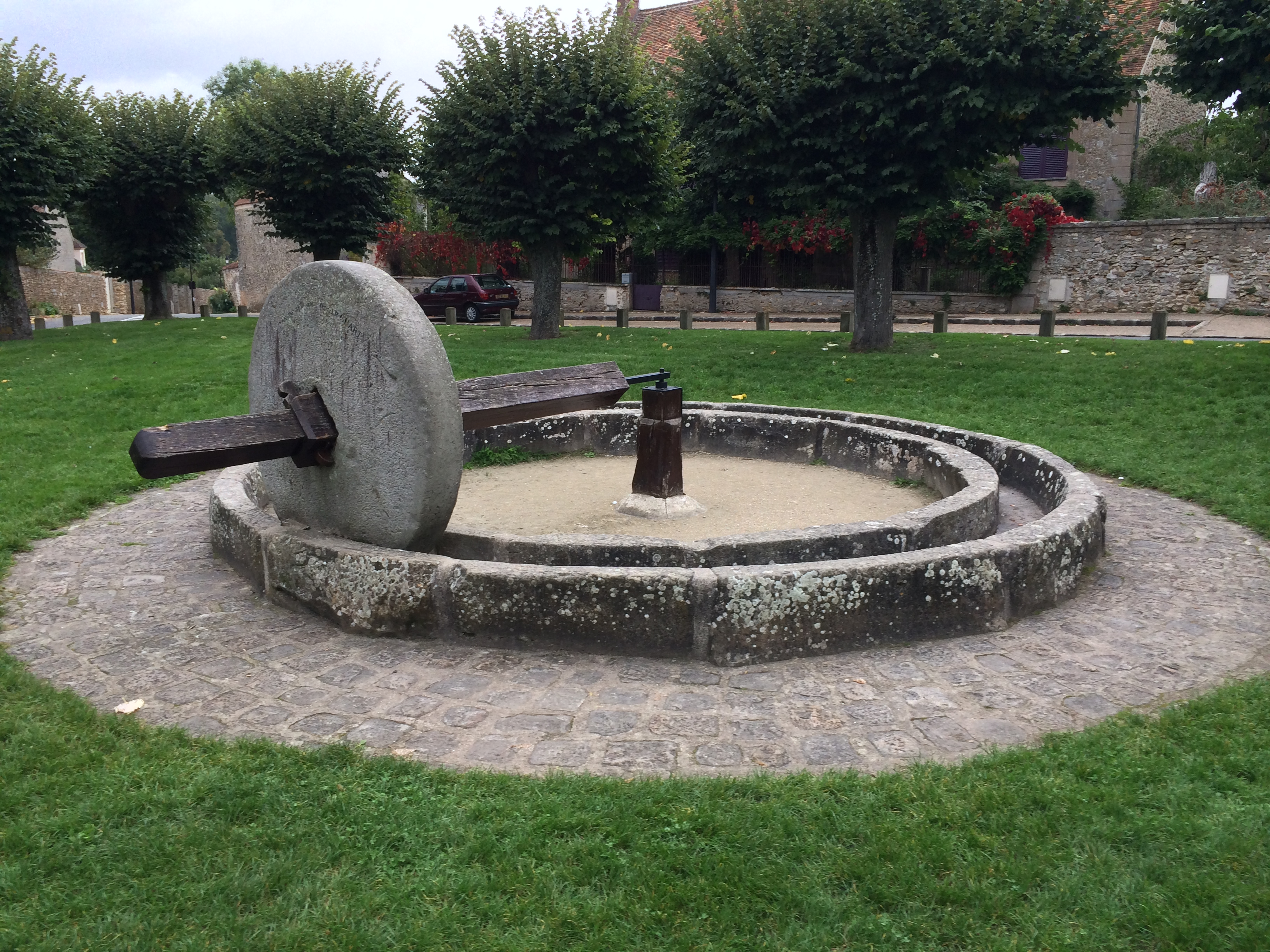
Apfelmühle von Blandy-les-Tours

Die Apfelmühle von Pleudihen-sur-Rance im Département Côtes-d’Armor in der Bretagne in Frankreich steht auf dem Bauernhof La Ville Hervy, in Pleudihen-sur-Rance, wo der Pleudihen, einer der berühmten Apfelweine hergestellt wurde und heute das „Musée du Cidre“ untergebracht ist. 

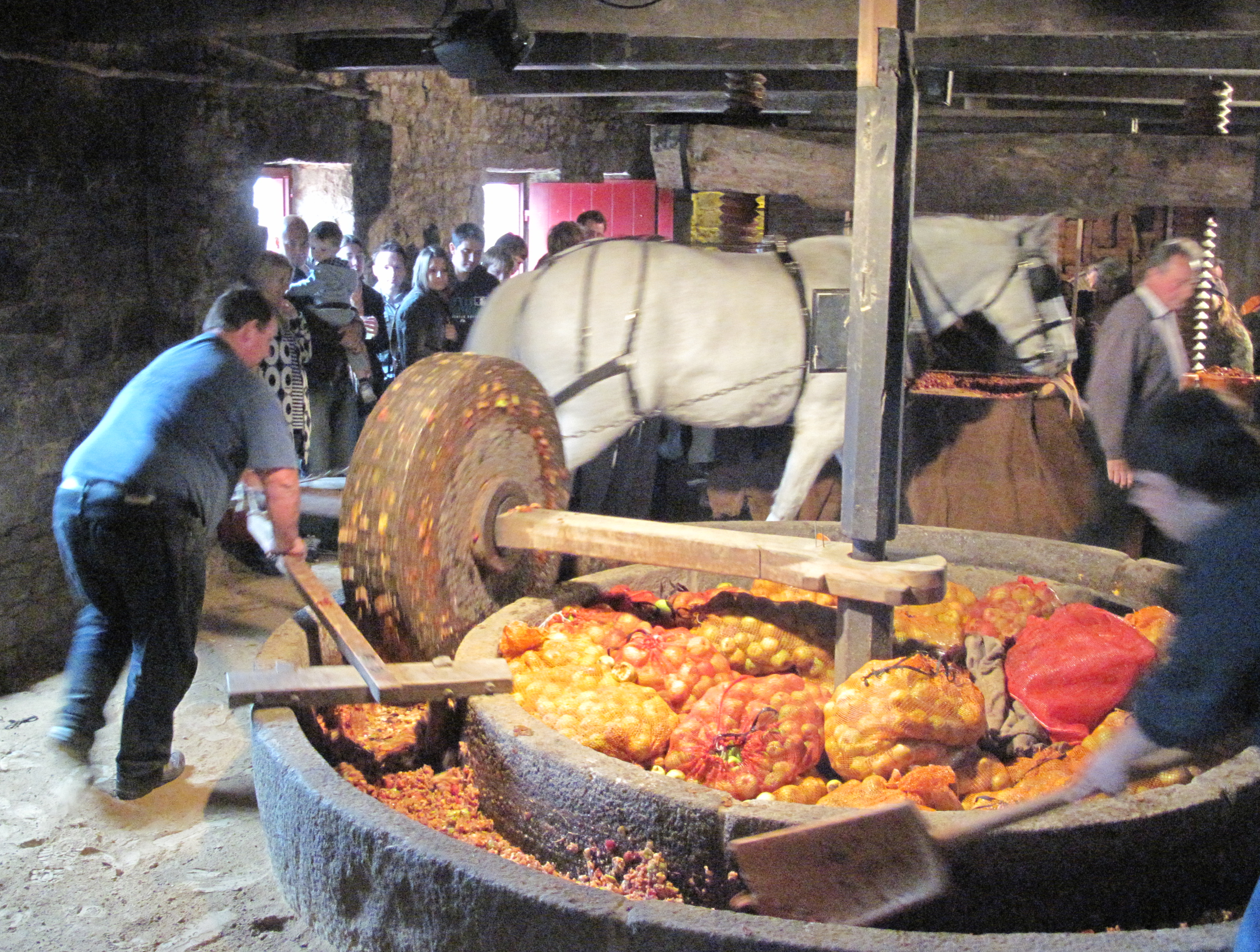
Betrieb einer Apfelmühle

Im Hof steht eine alte, von einem Pferd angetriebene Apfelmühle, einschließlich des Rades, das etwa 700 kg wiegt. Mühlen dieses Typs blieben bis Anfang des 20. Jahrhunderts im Einsatz. Der aus Granit bestehende Lauftrog einer anderen Apfelmühle findet sich im Schlossgarten von Lanloup. Ehemals betriebene und restaurierte Apfelmühlen gibt es auch in Deutschland (z. B. Ehrenburgertal Apfelmühle).
Im Ort befindet sich die Gezeitenmühle von Mordreuc.